# Église Saint-Pierre-Chanel de Bourg-en-Bresse
Pour les articles homonymes, voir Église Saint-Pierre-Chanel.
L'église Saint-Pierre-Chanel est située sur la commune de Bourg-en-Bresse dans le département de l'Ain, en France. Depuis le 10 mars 2003, l'édifice est Label « Patrimoine du XXe siècle ».